# Gary Brightwell
Gary Brightwell Jr. (Chester, 28 febbraio 1999) è un giocatore di football americano statunitense che milita nel ruolo di running back per i New York Giants della National Football League (NFL).

## Carriera

### New York Giants
Brightwell fu scelto nel corso del sesto giro (196º assoluto) del Draft NFL 2021 dai New York Giants. Debuttò come professionista nella gara del primo turno contro i Denver Broncos ricevendo un passaggio da 6 yard.